# Schammai

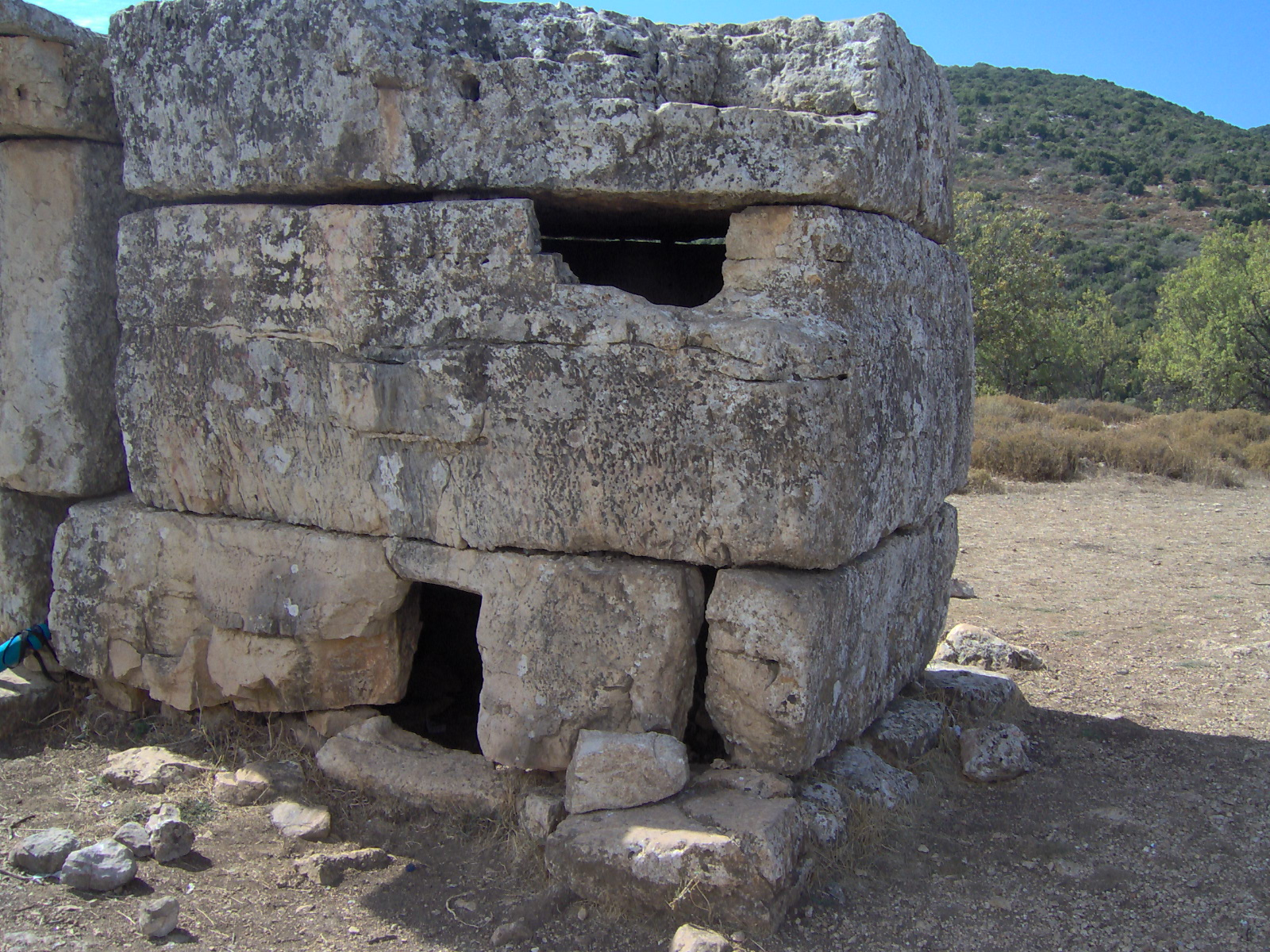
Schammais Grabmonument am Berg Meron

Schammai, auch gelistet als Schammai Hasaken, Gründer einer pharisäischen Toraschule. Er stellte den gewichtigsten Konkurrenten seines Lehrers Hillel dar, mit dem zusammen er zu den Zugot gezählt wird. Sein Geburts- und sein Sterbejahr sind nicht bekannt, die manchmal zu lesenden Angaben „geboren um 50 v. Chr., gestorben um 30 n. Chr.“ sind unsicher und unbelegt.

## Wirken
Über das Leben Schammais ist nicht viel bekannt. Dies liegt vor allem daran, dass seine Aussagen meist nur als Gegenstimme zu seinem Lehrer Hillel überliefert sind. So etwa in den Sprüchen der Väter, einem populären Ausschnitt der Mischna. Im Gegensatz zum milden Hillel gilt Schammai in religiösen und ethischen Fragen als streng und reizbar. Eine Zuordnung zu den bei Flavius Josephus erwähnten Samaias ist umstritten, da damit auch Hillels Lehrer Schemaja gemeint sein könnte.
Als Leitspruch wird ihm oft folgende Aussage zugeschrieben: Schammai sprach: Setze für deine Tora feste Stunden an; sage wenig, tu aber viel und empfange alle Menschen mit freundlichem Gesicht (Sprüche der Väter Kap. I, 15).
Inwiefern die Aussagen von Jesus von Nazareth in Mt 19,1–12  und Mk 10,1–12  zur Ehescheidung auf die ähnliche Position Schammais rückführbar sind, ist nicht gesichert.